# Алькосеро-де-Мола
Алькосеро-де-Мола (ісп. Alcocero de Mola) — муніципалітет в Іспанії, у складі автономної спільноти Кастилія-і-Леон, у провінції Бургос. Населення — 40 осіб (2010).

## Географія
Муніципалітет розташований на відстані близько 230 км на північ від Мадрида, 30 км на північний схід від Бургоса.

### Клімат
| Клімат Алькосеро-де-Мола | Клімат Алькосеро-де-Мола | Клімат Алькосеро-де-Мола | Клімат Алькосеро-де-Мола | Клімат Алькосеро-де-Мола | Клімат Алькосеро-де-Мола | Клімат Алькосеро-де-Мола | Клімат Алькосеро-де-Мола | Клімат Алькосеро-де-Мола | Клімат Алькосеро-де-Мола | Клімат Алькосеро-де-Мола | Клімат Алькосеро-де-Мола | Клімат Алькосеро-де-Мола | Клімат Алькосеро-де-Мола |
| Показник                 | Січ.                     | Лют.                     | Бер.                     | Квіт.                    | Трав.                    | Черв.                    | Лип.                     | Серп.                    | Вер.                     | Жовт.                    | Лист.                    | Груд.                    | Рік                      |
| Середній максимум, °C    | 6,7                      | 8,9                      | 12,0                     | 13,3                     | 17,2                     | 22,0                     | 26,4                     | 26,7                     | 22,9                     | 16,5                     | 10,7                     | 7,6                      | 15,9                     |
| Середня температура, °C  | 2,7                      | 4,1                      | 6,3                      | 7,8                      | 11,4                     | 15,2                     | 18,7                     | 18,9                     | 15,7                     | 10,9                     | 6,2                      | 3,9                      | 10,2                     |
| Середній мінімум, °C     | −1,2                     | −0,6                     | 0,6                      | 2,2                      | 5,6                      | 8,4                      | 11,0                     | 11,1                     | 8,5                      | 5,3                      | 1,6                      | 0,3                      | 4,4                      |
| Днів з опадами           | 8                        | 8                        | 6                        | 9                        | 10                       | 6                        | 4                        | 4                        | 5                        | 8                        | 8                        | 9                        | 85                       |
| ------------------------ | ------------------------ | ------------------------ | ------------------------ | ------------------------ | ------------------------ | ------------------------ | ------------------------ | ------------------------ | ------------------------ | ------------------------ | ------------------------ | ------------------------ | ------------------------ |
| Джерело: www.yr.no       |                          |                          |                          |                          |                          |                          |                          |                          |                          |                          |                          |                          |                          |

## Демографія
Динаміка населення (INE ):